# Companion (Skepticism)
Companion è un album degli Skepticism, pubblicato nel 2021.

## Tracce
1. Calla – 5:51
2. The Intertwined – 8:19
3. The March of the Four – 10:04
4. Passage – 8:13
5. The Inevitable – 7:20
6. The Swan and the Raven – 8:21

## Formazione
- Matti Tilaeus - Voce
- Jani Kekarainen - Chitarra
- Eero Pöyry - Tastiere
- Lasse Pelkonen - Batteria